# Odontoschisma grosseverrucosum
Odontoschisma grosseverrucosum là một loài rêu trong họ Cephaloziaceae. Loài này được Stephani mô tả khoa học đầu tiên..